# Oxypetalum lindenianum
Oxypetalum lindenianum är en oleanderväxtart som beskrevs av Porphir Kiril Nicolai Stepanowitsch Turczaninow. Oxypetalum lindenianum ingår i släktet Oxypetalum och familjen oleanderväxter. Inga underarter finns listade i Catalogue of Life.